# AC Sodigraf
El Athletic Club Sodigraf es un equipo de fútbol de la República Democrática del Congo que juega en la Linafoot, la liga de fútbol más importante del país.

## Historia
Fue fundado en el año 1989 en la capital Kinshasa y nunca ha sido campeón de Liga ni ha ganado títulos de Liga Provincial, aunque sí ha sido campeón de Copa en 1 ocasión.
A nivel internacional ha participado en 1 torneo continental, en la Recopa Africana del año 1996, donde llegó a la final y la perdió contra el Mokawloon al-Arab de Egipto.
No participa en la Linafoot desde la Temporada 2003.

## Palmarés
- Recopa Africana: 0
  - Finalista :1

1996
- Copa de Congo: 1

1995

## Participación en competiciones de la CAF
| Temporada | Torneo          | Ronda            | Club                 | Casa  | Visita | Global |
| --------- | --------------- | ---------------- | -------------------- | ----- | ------ | ------ |
| 1996      | Recopa Africana | 1                | Posta FC             | w.o.1 | w.o.1  | w.o.1  |
| 1996      | Recopa Africana | 2                | MP Tigers            | 7-0   | 3-0    | 10-0   |
| 1996      | Recopa Africana | Cuartos de final | Katsina United       | 2-0   | 0-0    | 2-0    |
| 1996      | Recopa Africana | Semifinales      | CR Belouizdad        | 1-0   | 1-1    | 2-1    |
| 1996      | Recopa Africana | Final            | Al-Mokawloon Al-Arab | 0-0   | 0-4    | 0-4    |

1- Posta FC abandonó el torneo.